# Маячка (Новосанжарский район)
Маячка (укр. Маячка) — село,
Маячковский сельский совет,
Новосанжарский район,
Полтавская область,
Украина.
Код КОАТУУ — 5323483701. Население по переписи 2001 года составляло 765 человек.
Является административным центром Маячковского сельского совета, в который, кроме того, входят сёла
Губаревка и
Рекуновка.

## Географическое положение
Село Маячка находится на правом берегу реки Орель в месте впадения в неё реки Маячка,
выше по течению реки Маячка примыкает село Ливенское,
ниже по течению реки Орель на расстоянии в 1 км расположено село Канавы (Кобелякский район).
Реки в этом месте извилистые, образуют лиманы, старицы и заболоченные озёра.

## История
- 1677 — дата основания.

## Экономика
- «Укрсельхозпром», ООО.

## Объекты социальной сферы
- Школа І—ІІІ ст. им. Академиков Левицких.

## Известные жители и уроженцы
- Заика, Екатерина Агафиевна (1910—1995) — Герой Социалистического Труда.
- Тарасенко, Алексей Тимофеевич (1929—2001) — Герой Социалистического Труда.
- Бовкун Михаил Кузьмич (1921—1942) — кавалер ордена Ленина (посмертно) — закрыл собой амбразуру вражеского ДЗОТа.
- Красильный, Николай Александрович  (род. 6 июля 1936 года, село Маячка Нехворощенского района Полтавской области  Полный кавалер ордена Трудовой Славы[2].